# Юнолайнен, Юхан Адамович
Юхан Адамович Юнолайнен (7 марта 1931 — 20 апреля 2005) — комбайнёр совхоза «Куртна» Кохтла-Ярвеского района Эстонской ССР. Герой Социалистического Труда (1971).
Неоднократно участвовал в социалистических соревнованиях. Достиг выдающихся трудовых показателей при уборке и обмолоте зерновых. 23 августа 1964 года поставил рекорд республики, убрав за сутки 52,3 тонн зерна, а 27 августа превзошёл этот рекорд, убрав 58,4 тонн зерна (почти четыре дневные нормы), о чём 5 сентября 1964 года была опубликована заметка в газете «Правда». В 1967 году отмечен в числе лучших механизаторов Эстонской ССР, награждён почётным знаком.
Досрочно выполнил личные социалистические обязательства и плановые задания Восьмой пятилетки (1966—1970). 8 апреля 1971 года Указом Президиума Верховного Совета СССР удостоен звания Героя Социалистического Труда «за выдающиеся успехи, достигнутые в развитии сельскохозяйственного производства и выполнении пятилетнего плана продажи государству продуктов земледелия и животноводства» с вручением ордена Ленина и золотой медали Серп и Молот.
Помимо основной работы, занимался вольной борьбой как спортсмен и тренер, становился призёром республиканских соревнований.
Похоронен на кладбище в Иллука.